# Gösta Cederlund
Gösta Cederlund (6 de marzo de 1888 - 4 de diciembre de 1980) fue un actor y director teatral, cinematográfico y televisivo de nacionalidad sueca.

## Biografía
Su nombre completo era Gustaf Edvard Cederlund, y nació en Estocolmo, Suecia. Cederlund debutó como actor teatral en una compañía itinerante en 1908, siguiendo con esa actividad hasta 1911. Trabajó en el Svenska teatern de Estocolmo entre 1912 y 1917, pasando después al Lorensbergsteatern de Gotemburgo, donde fue director entre 1923 y 1924. Fue director artístico del Teatro Sueco de Helsinki entre 1917 y 1925, y director del Stadsteater de Helsingborg a partir de 1926, regresando más adelante a Estocolmo, donde trabajó en el Gröna Lund-teatern. 
Además de su faceta teatral, trabajó también en el campo radiofónico y en revistas, siendo protagonista en 1951 de la primera de la serie de revistas Knäppupp producidas por Povel Ramel.
Cederlund debutó en el cine en 1917 con la película de Victor Sjöström Tösen från Stormyrtorpet. En total participó en más de 120 producciones entre 1917 y 1975. Tuvo una actuación fuera de su repertorio habitual, con un personaje frío y cínico, en Flicka och hyacinter en 1950. Otra actuación destacada llegó en Nattens ljus (1957), junto a Lars Ekborg.
Sin embargo, Cederlund es más conocido por su papel de Pippi en la película Tortura (1944), así como por el del comisario Lilja en Ett brott (1940).
También fue director de cine para SF Studios, realizando en 1943 la controvertida película Kungsgatan (a partir de la novela de Ivar Lo-Johansson), que trababa sobre la prostitución y las enfermedades de transmisión sexual (tema tabú en los años 1940).  
Durante sus últimos años en activo, en las décadas de 1960 y 1970, trabajó en el Stadsteater de Estocolmo, donde interpretó varios papeles teatrales destacados. Hizo su último papel cinematográfico en la película Monismanien 1995 (1975), cumplidos ya los 87 años de edad. 
Gösta Cederlund falleció en Estocolmo en el año 1980, encontrándose sus restos en el Columbario de la Iglesia Högalid de esa ciudad. Desde el año 1932 había estado casado con la actriz Anna-Lisa Ryding. 

## Filmografía (selección)

### Actor
- 1917 : Tösen från Stormyrtorpet
- 1919 : Hemsöborna
- 1919 : Ett farligt frieri
- 1919 : Synnöve Solbakken
- 1920 : Thora van Deken
- 1921 : Kvarnen
- 1921 : En vildfågel
- 1921 : En lyckoriddare
- 1935 : Äktenskapsleken
- 1935 : Ungdom av idag
- 1936 : Min svärmor - dansösen
- 1936 : Våran pojke
- 1936 : Ä' vi gifta?
- 1936 : Flickorna på Uppåkra
- 1937 : Sara lär sig folkvett
- 1937 : Pappas pojke
- 1937 : Konflikt
- 1937 : En sjöman går iland
- 1937 : En flicka kommer till sta'n
- 1938 : Kamrater i vapenrocken
- 1938 : Milly, Maria och jag
- 1938 : Med folket för fosterlandet
- 1938 : Dollar
- 1938 : Sigge Nilsson och jag
- 1938 : Karriär
- 1938 : En kvinnas ansikte
- 1938 : Kloka gubben
- 1938 : Herr Husassistenten
- 1939 : Cirkus
- 1939 : Oss baroner emellan
- 1939 : Melodin från Gamla Stan
- 1939 : Mot nya tider
- 1939 : Åh, en så'n grabb
- 1939 : Vi två
- 1939 : Hennes lilla Majestät
- 1939 : Efterlyst
- 1940 : Åh, en så'n advokat
- 1940 : ... som en tjuv om natten
- 1940 : Lillebror och jag
- 1940 : Vi tre
- 1940 : Med livet som insats
- 1940 : Hjältar i gult och blått
- 1940 : Karl för sin hatt
- 1940 : Ett brott
- 1940 : Hennes melodi
- 1941 : Så tuktas en äkta man
- 1942 : En sjöman i frack
- 1942 : Nordlandets våghals
- 1942 : Sexlingar
- 1942 : Fallet Ingegerd Bremssen
- 1942 : Vårat gäng
- 1942 : I gult och blått
- 1942 : Gula kliniken
- 1942 : Farliga vägar
- 1942 : Doktor Glas
- 1943 : En melodi om våren
- 1943 : Prästen som slog knockout
- 1943 : Kungsgatan
- 1943 : Som du vill ha mej
- 1944 : Tortura
- 1944 : En dotter född
- 1944 : Stopp! Tänk på något annat
- 1945 : Lidelse
- 1945 : Sextetten Karlsson
- 1945 : Jagad
- 1945 : En förtjusande fröken
- 1945 : Den allvarsamma leken
- 1946 : Möte i natten
- 1946 : Medan porten var stängd
- 1946 : Kvinnor i väntrum
- 1946 : Hundra dragspel och en flicka
- 1946 : Det regnar på vår kärlek
- 1946 : Barbacka
- 1946 : Klockorna i Gamla Sta'n
- 1947 : Sjätte budet
- 1947 : Här kommer vi
- 1947 : Onda ögon
- 1947 : Tösen från Stormyrtorpet
- 1948 : Var sin väg
- 1948 : Soldat Bom
- 1948 : En svensk tiger
- 1949 : Greven från gränden
- 1949 : Smeder på luffen
- 1949 : Flickan från tredje raden
- 1950 : Frökens första barn
- 1950 : Flicka och hyacinter
- 1950 : Kanske en gentleman
- 1950 : Esto no puede ocurrir aquí
- 1951 : Bärande hav
- 1951 : Puck heter jag
- 1952 : Åke klarar biffen
- 1952 : Han glömde henne aldrig
- 1953 : Vägen till Klockrike
- 1954 : De röda hästarna
- 1955 : Älskling på vågen
- 1955 : Mord, lilla vän
- 1955 : Giftas
- 1955 : Sista ringen
- 1957 : Som man bäddar...
- 1957 : Gårdarna runt sjön
- 1957 : Nattens ljus
- 1958 : Kvinna i leopard
- 1960 : De sista stegen
- 1960 : Av hjärtans lust
- 1961 : Lustgården
- 1975 : Monismanien 1995

### Productor TV
- 1955 : Hamlet
- 1962 : Välkomstmiddag
- 1962 : Fru Warrens yrke
- 1962 : Gisslan
- 1968 : Markurells i Wadköping
- 1969 : Håll polisen utanför
- 1974 : Frippe, Albert Ranft och Strindbergs galoscher

### Director
- 1941 : Uppåt igen
- 1941 : Fransson den förskräcklige
- 1943 : Som du vill ha mej
- 1943 : Kungsgatan
- 1943 : Brödernas kvinna
- 1944 : En dotter född
- 1945 : Lidelse

## Teatro (selección)

### Actor
- 1917 : Pärlhalsbandet, de Lothar Schmidt, dirección de Gunnar Klintberg, Vasateatern y Svenska teatern de Estocolmo[3]
- 1917 : Den gröna fracken, de Gaston Arman de Caillavet y Robert de Flers, dirección de Gustaf Linden, Lorensbergsteatern[4]
- 1921 : Otrogen, de Roberto Bracco, dirección de Ernst Eklund, Blancheteatern[5][6]
- 1922 : Vi och de våra, de John Galsworthy, dirección de Per Lindberg, Lorensbergsteatern[7]
- 1929 : La ópera de los tres centavos, de Bertolt Brecht y Kurt Weill, dirección de Ernst Eklund, Komediteatern[8]
- 1930 : Bruden, de Stuart Oliver y George M. Middleton, dirección de Rune Carlsten, Teatro Oscar[9][10]
- 1931 : Du skall säga nej, de August Brunius, dirección de John W. Brunius, Teatro Oscar[11]
- 1932 : Pengar på banken, de Beda y Klemens, dirección de Erik Berglund, Folkan[12]
- 1933 : En fågel i handen, de John Drinkwater, dirección de Rune Carlsten, Dramaten
- 1935 : Kvartetten som sprängdes, de Birger Sjöberg, dirección de Rune Carlsten, Dramaten
- 1937 : Doktor Clitterhouse, de Barré Lyndon, dirección de Gösta Ekman (sénior), Vasateatern[13]
- 1937 : Vår ära och vår makt, de Nordahl Grieg, dirección de Alf Sjöberg, Dramaten
- 1939 : Pricken, de Svend Rindom, dirección de Svend Rindom, Teatro Oscar[14]
- 1946 : Morgondagens värld, de James Gow y Arnaud d'Usseau, dirección de Martha Lundholm, Vasateatern[15]
- 1946 : Aldrig en kvinna, de Ivan Oljelund, dirección de Martha Lundholm, Vasateatern[16]
- 1949 : Kära Ruth, de Norman Krasna, dirección de Gösta Cederlund, Vasateatern[17]
- 1949 : Inte för er, mina damer, de Sacha Guitry, dirección de Martha Lundholm, Vasateatern
- 1950 : Dafne, de James Bridie, dirección de Ernst Eklund, Vasateatern[18]
- 1950 : Ungkarlsmamman, de Marc-Gilbert Sauvajan y Fred Jackson, dirección de Martha Lundholm, Vasateatern[19]
- 1951 : Skaffa mig en våning, de Doris Frankel, dirección de Per Gerhard, Vasateatern[20][21]
- 1951 : Inte för er, mina damer, de Sacha Guitry, dirección de Martha Lundholm, Vasateatern[22]
- 1952 : Knäppupp I - Akta huvet, de Povel Ramel, dirección de Per-Martin Hamberg, Lorensbergs Cirkus y Folkan
- 1953 : Hustruleken, de Louis Verneuil, dirección de Gösta Cederlund, Vasateatern[23]
- 1954 : Hustruleken, de Louis Verneuil, dirección de Gösta Cederlund, Vasateatern[24]
- 1957 : Glädjespridaren, de John Osborne, dirección de Per Gerhard, Vasateatern[25]
- 1958 : Spindelnätet, de Agatha Christie, dirección de Gösta Cederlund, Biograf Edison
- 1959 : Mäster Olof, de August Strindberg, dirección de Sandro Malmquist, Riksteatern[26]
- 1963 : Mary Mary, de Jean Kerr, dirección de Per Gerhard, Vasateatern[27]
- 1966 : Till salu y Dagboken, de Lewis John Carlino, dirección de Per Sjöstrand, Kristianstads teater y Helsingborgs stadsteater[28]
- 1966 : Gasljus, de Patrick Hamilton, dirección de Hans Bergström, Helsingborgs stadsteater
- 1968 : Medea, de Eurípides, dirección de Keve Hjelm, Stockholms stadsteater

### Director
- 1929 : Spöktåget, de Arnold Ridley, Komediteatern
- 1930 : En så'n blamage, baron, de Siegfried Geyer, Komediteatern
- 1930 : God morgon, Bill, de P. G. Wodehouse y Ladislaus Fodor, Komediteatern[29][30]
- 1930 : Trio, de Leo Lenz, Komediteatern
- 1949 : Dear Ruth, de Norman Krasna, Vasateatern
- 1953 : Affairs of State, de Louis Verneuil, Vasateatern
- 1958 : Spindelnätet, de Agatha Christie, Biograf Edison[31]

### Escenógrafo (selección)
- 1937 : I kärlek BC, de Ladislaus Bus-Fekete, dirección de Martha Lundholm, Vasateatern
- 1949 : Kära Ruth, de Norman Krasna, dirección de Gösta Cederlund, Vasateatern
- 1953 : Affairs of State, de Louis Verneuil, dirección de Gösta Cederlund, Vasateatern